# Mădălin Ciucă
Mădălin Marius Ciucă (Craiova, 4 novembre 1982) è un ex calciatore rumeno, di ruolo difensore.